# Gnome-Rhône 7K
Lo Gnome-Rhône 7K "Titan Major" motore aeronautico radiale a 7 cilindri facente parte di una famiglia di motori denominata "serie K" che la casa francese Gnome-Rhône realizzò sviluppando il progetto del britannico Bristol Titan a 5 cilindri che produceva su licenza. La serie comprendeva anche lo Gnome-Rhône 5K Titan a 5 cilindri, il 9K Mistral a 9 cilindri ed il 14K Mistral Major a 14 cilindri. Questi motori erano caratterizzati dalla modularità del progetto, ovvero dalla intercambiabilità dei principali componenti meccanici quali l'albero a gomito, i cilindri completi, i pistoni, gli alberi ed coperchio posteriore. In questo modo si poteva realizzare una gamma di motori che potessero occupare più fasce di potenza contenendo costi di produzione e magazzino.

## Versioni
- 7K - versione iniziale da 350 CV
- 7Kd - 380 CV a 2000 giri/min
- 7Kds - 340 CV a 2000 giri/min
- 7Kfs - 350 CV a 2100 giri/min

## Velivoli utilizzatori
Francia
- Bernard S-73
- Bernard 74
- Bernard 160
- Breguet 393T
- Breguet 414
- Bloch MB 110
- Farman F.291
- FBA 291
- FBA 294
- Lioré et Olivier LeO H-199
- Lioré et Olivier LeO 203
- Lioré et Olivier LeO H-242
- Morane-Saulnier MS.235
- Potez 33/3
- SET 7
- SPCA 80
- SPCA 90
- Wibault 282
- Wibault 283
- Wibault 362

## Motori prodotti su licenza
Italia
- Piaggio P.VII

## Motori comparabili
Regno Unito
- Bristol Neptune